# Гусевський скляний коледж
Гу́севський скляний ко́ледж, ГСК (рос. Гусевский стекольный колледж) — державний бюджетний освітній заклад середньої професійної освіти в місті Гусь-Хрустальний Владимирської області Росії. Заснований в 1930 році. Перший директор — С. А. Кузнєцов.

## Історія
15 серпня 1930 в системі тресту "Івскло" в Гусь-Хрустальному відкритий Скляний (силікатний) технікум, про що свідчить наказ по тресту № 159 від 28 серпня 1930 року. Директором технікуму призначили Семена Кузнєцова. У 1933 році відбувся перший випуск технікуму. Дипломи отримали 14 технологів, 8 лаборантів і 16 теплотехніків 
Під час радянсько-фінської війни в будівлі технікуму розташовувався шпиталь, а технікуму надали частину приміщень робочого клубу текстильної фабрики. Після початку Німецько-радянської війни, з 25 червня 1941 року, в будівлі технікуму також розташувався шпиталь, а навчальний заклад переїхав на базу фабрично-заводського училища. 
У грудні 1980 року директором технікуму був призначений В'ячеслав Курябов, з ім'ям якого були пов'язані всі сучасні успіхи навчального закладу. У 1992 році технікум був перейменован в коледж.  На початку 00-х років була відкрита спеціальність "Прикладна інформатика", головним викладачем якої став Владимир Гумьонний

## Спеціальності
- Прикладна інформатика
- Автоматизація технологічних процесів і виробництв
- Економіка та бухгалтерський облік
- Виробництво тугоплавких неметалевих і силікатних матеріалів і виробів
- Монтаж і технічна експлуатація промислового обладнання
- Право і організація соціального забезпечення
- Технічне обслуговування та ремонт автомобільного транспорту

З 2008 року діє літературний гурток «Роднічок», є гравёрная майстерня

## Видатні випускники
- колишній мер Гусь-Хрустального Борис Юматов
- поет, політик Євгеній Шапорев [2]
- учасник «Фабрики зірок 3», екс-соліст групи «КҐБ» Роман Барсуков
- професор Юрій Гулоян
- Роман Александров і Олег Макаров, члени партії "Єдина Росія", віце-президенти ліги КВН "Владимирська Русь", які, за твердженням преси, брали участь в організації тимчасової дільниці для голосування на турбазі "Ладога", де на виборах депутатів Державної Думи Росії 2011 року були зафіксовані рекордні фальсифікації. Тим не менш, звинувачення залишилися недоведеними, оскільки вся документація про голосування на даній ділянці згоріла [3]